# Trochalus pondoensis
Trochalus pondoensis är en skalbaggsart som beskrevs av Frey 1968. Trochalus pondoensis ingår i släktet Trochalus och familjen Melolonthidae. Inga underarter finns listade i Catalogue of Life.